# Charlotte County (Virginia)
Charlotte County ist ein County im US-Bundesstaat Virginia der Vereinigten Staaten. Bei der Volkszählung im Jahr 2020 hatte das County 11.529 Einwohner und eine Bevölkerungsdichte von 9,4 Einwohner pro Quadratkilometer. Der Verwaltungssitz (County Seat) ist Charlotte Court House. Das County gehört zu den Dry Countys, was bedeutet, dass der Verkauf von Alkohol eingeschränkt oder verboten ist.

## Geographie
Charlotte County liegt im Süden von Virginia, ist mit seiner Südspitze etwa 20 km von North Carolina entfernt und hat eine Fläche von 1237 Quadratkilometern, wovon sechs Quadratkilometer Wasserfläche sind. Es grenzt im Uhrzeigersinn an folgende Countys: Prince Edward County, Lunenburg County, Mecklenburg County, Halifax County, Campbell County und Appomattox County.
Die Südgrenze zum Halifax County bildet der Roanoke River (auch Staunton River genannt),  welcher im südöstlichsten Teil des Charlotte Countys in das John H. Kerr Reservoir mündet.

## Geschichte
Gebildet wurde es 1765 aus Teilen des Lunenburg County. Benannt wurde es nach Sophie Charlotte von Mecklenburg-Strelitz, der Gemahlin von Georg III., König von Großbritannien.

### Historische Gebäude
Südöstlich von Brockneal steht das historische Red Hill Haus. Es wurde am 14. Februar 1978 vom National Register of Historic Places mit der Nummer 78003012 aufgenommen.

## Demografische Daten

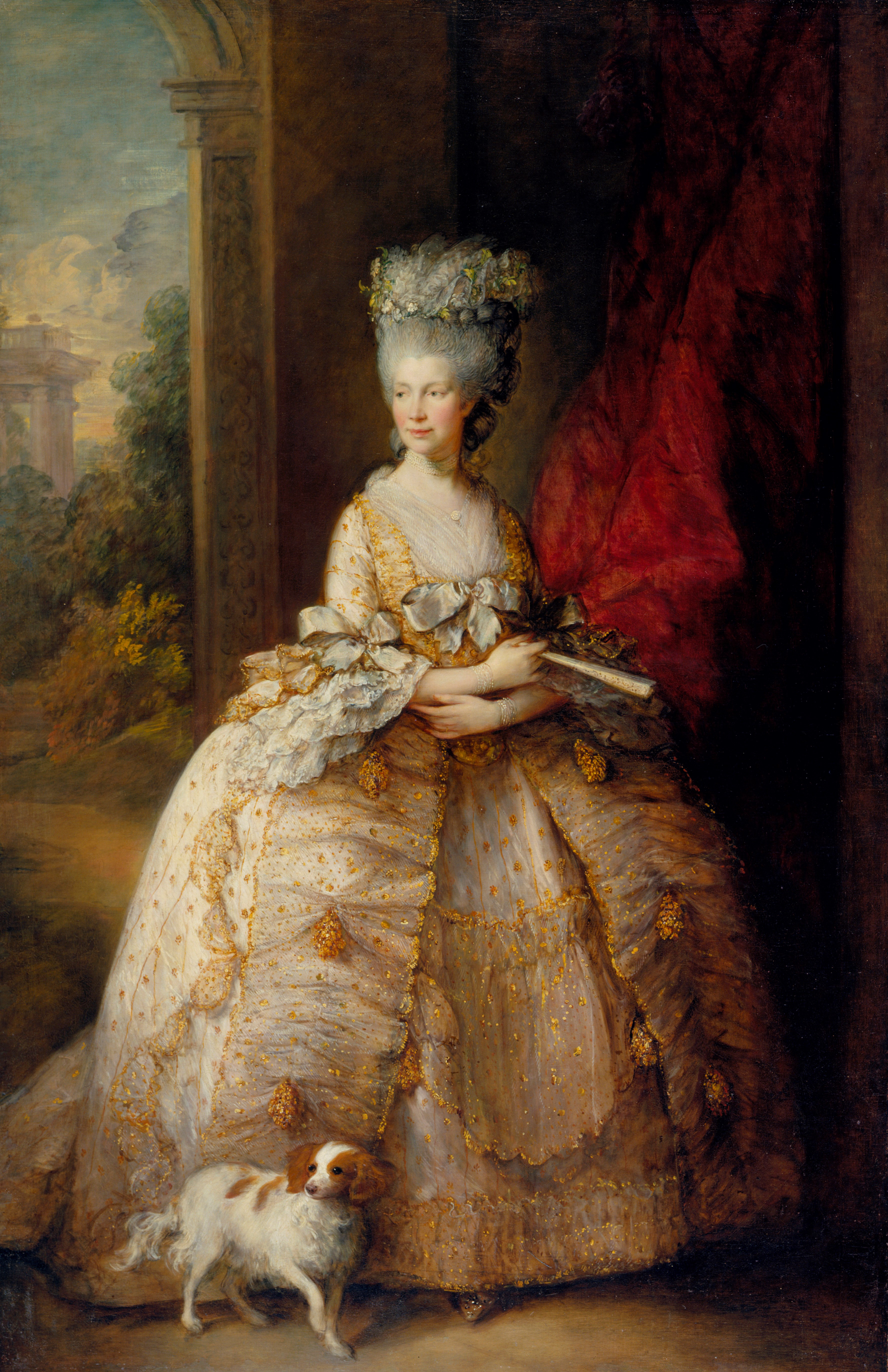
Sophie Charlotte von Mecklenburg-Strelitz

Alterspyramide des Charlotte County

Nach den Angaben des United States Census 2000 lebten im Charlotte County 12.472 Menschen in 4.951 Haushalten und 3.435 Familien. Die Bevölkerungsdichte betrug 10 Einwohner pro Quadratkilometer. Ethnisch betrachtet setzte sich die Bevölkerung zusammen aus 65,51 Prozent Weißen, 32,89 Prozent Afroamerikanern, 0,14 Prozent amerikanischen Ureinwohnern, 0,16 Prozent Asiaten und 0,70 Prozent aus anderen ethnischen Gruppen; 0,59 Prozent stammten von zwei oder mehr Ethnien ab. 1,65 Prozent der Bevölkerung waren spanischer oder lateinamerikanischer Abstammung.
Von den 4.951 Haushalten hatten 28,1 Prozent Kinder und Jugendliche unter 18 Jahre, die bei ihnen lebten. 52,5 Prozent waren verheiratete, zusammenlebende Paare, 13,0 Prozent waren allein erziehende Mütter, 30,6 Prozent waren keine Familien, 27,4 Prozent waren Singlehaushalte und in 13,3 Prozent lebten Menschen im Alter von 65 Jahren oder darüber. Die Durchschnittshaushaltsgröße betrug 2,47 und die durchschnittliche Familiengröße lag bei 3,00 Personen.
Auf das gesamte County bezogen setzte sich die Bevölkerung zusammen aus 24,3 Prozent Einwohnern unter 18 Jahren, 7,2 Prozent zwischen 18 und 24 Jahren, 26,2 Prozent zwischen 25 und 44 Jahren, 24,8 Prozent zwischen 45 und 64 Jahren und 17,5 Prozent waren 65 Jahre alt oder darüber. Das Durchschnittsalter betrug 40 Jahre. Auf 100 weibliche Personen kamen 92,0 männliche Personen. Auf 100 Frauen im Alter von 18 Jahren oder darüber kamen statistisch 90,7 Männer.

Das jährliche Durchschnittseinkommen eines Haushalts betrug 28.929 USD, das Durchschnittseinkommen der Familien betrug 34.830 USD. Männer hatten ein Durchschnittseinkommen von 26.918 USD, Frauen 20.307 USD. Das Prokopfeinkommen betrug 14.717 USD. 12,7 Prozent der Familien und 18,1 Prozent der Bevölkerung lebten unterhalb der Armutsgrenze. Davon waren 22,1 Prozent Kinder oder Jugendliche unter 18 Jahre und 20,8 Prozent waren Menschen über 65 Jahre.